# Peter Mander
Peter Garth Mander (Christchurch, 4 de julho de 1928 — 21 de junho de 1998) é um velejador neozelandês, campeão olímpico. Ele competiu nos Jogos Olímpicos de Verão de 1956 na classe 12 m² Sharpie e conquistou a medalha de ouro, ao lado de Jack Cropp.
Mander também ganhou dois campeonatos mundiais de 18 pés, em 1952 e 1954, bem como 16 títulos nacionais de iate de seu país em oito classes diferentes. Em 1972, ele foi nomeado Velejador do Ano e em 1990 foi introduzido, com Jack Cropp, no Hall da Fama dos Esportes da Nova Zelândia.
Fora do iatismo, Mander era um empresário. Ele ingressou na empresa de roupas Deanes Industries de Christchurch em 1950 e tornou-se diretor administrativo. Ele também atuou como diretor das empresas de roupas e varejo RW Saunders e Hallenstein Brothers. Nas Honras de Ano Novo de 1992, Mander foi nomeado Oficial da Ordem do Império Britânico, pelos serviços prestados à vela.